# اچ‌ام‌اس کلاکتون (جی۱۵۱)
اچ‌ام‌اس کلاکتون (جی۱۵۱) (به انگلیسی: HMS Clacton (J151)) یک کشتی بود که طول آن ۱۷۴ فوت (۵۳٫۰ متر) بود. این کشتی در سال ۱۹۴۱ ساخته شد.